# جشنواره بین‌المللی فیلم توکیو
جشنواره بین‌المللی فیلم توکیو (TIFF، به ژاپنی: 東京国際映画祭) یکی از ۱۲ جشنواره بین‌المللی بزرگ جهان و از مهم‌ترین جشنواره‌های فیلم آسیا است که هرساله در توکیو ژاپن برگزار می‌شود.
این جشنواره از سال ۱۹۸۵ آغاز به‌کار کرد و تا ۱۹۹۱ به‌صورت هر دو سال یکبار برگزار می‌شد که پس از آن به صورت سالانه ادامه یافت.
جشنواره فیلم توکیو به همراه جشنواره بین‌المللی فیلم شانگهای تنها جشنواره‌های رقابتی آسیایی مورد تأیید انجمن تهیه‌کنندگان جهانی فیلم (FIAPF، فیاپف) به‌شمار می‌روند.
جشنواره فیلم توکیو که بزرگ‌ترین رویداد سینمایی ژاپن به‌شمار می‌رود، معمولاً در ماه اکتبر و در دو منطقه روپونگی و شیبویا شهر توکیو برگزار می‌شود.
جایزه بزرگ این جشنواره به نام ساکورا به بهترین فیلم بخش مسابقه اهدا می‌شود. جشنواره فیلم توکیو توسط بنیاد توسعه بین‌المللی سینمای ژاپن با همکاری و پشتیبانی دولت ژاپن برگزار می‌شود.
در مراسم افتتاحیه بیست و یکمین دوره جشنواره فیلم توکیو که از گستردگی بیشتری نسبت به دوره‌های پیشین برخوردار بود و با شعار حمایت از محیط زیست در سال ۲۰۰۸ برگزار شد، به جای فرش قرمز، فرشی سبز رنگ پهن شده بود و فیلم‌های شرکت‌کننده، توسط ژنراتورهای برقی که با استفاده از انرژی باد کار می‌کردند، به نمایش گذاشته شدند.

## بخش‌های اصلی جشنواره
- بخش مسابقه اصلی
- نمایش‌های ویژه
- نسیم آسیا - خاورمیانه
- چشمان ژاپنی
- سینمای جهان